# 기요하라노 노부카타
기요하라노 노부카타 (일본어: 清原宣賢)은 일본 무로마치 시대 후기에 태어나 센고쿠 시대(戦国時代) 초기까지 생존했던 구교(公卿) ·학자이다. 종2위 · 요시다 가네토모(吉田兼倶)의 셋째 아들로 명경박사(明経博士) · 기요하라노 무네카타(清原宗賢)의 양자가 되었다. 관위 및 관직은 정3위 · 시종이다.
유교 경전 및 일본의 역사서와 관련한 많은 저술들을 남겼으며, 훈점 자료(訓点資料)와 초물(抄物) 등 수많은 자료에 자음점(字音点)을 포함한 훈점(訓点) 가점(加点)을 남겼다. 노부카타의 이 가점 자료들은 일본 한자음사 연구에 있어서 하나의 중요한 자료로 꼽히고 있다.

## 경력
분메이 7년(1475년) 요시다 신사(吉田神社)의 사관(祠官)이었던 신도가(神道家) · 요시다 가네토모의 셋째 아들로 태어났고, 조정의 명경박사였던 기요하라노 무네카타의 양자로 들어갔다.
주수정(主水正) · 대취두(大炊頭) · 6위 구란도를 거쳐, 메이오 9년(1500년) 종5위하 관위를 받고, 이듬해인 메이오 10년/분키(文亀) 원년(1501년) 1월에는 직강(直講)을 겸하여 궁중에 출사해 유교 경전을 강의하게 되었으며, 6월에는 집안의 세습직인 쇼나곤(少納言)으로 임명되었다. 기요하라 집안이 가업으로 삼아온 명경도(明經道)를 정리하여 중국과 일본에 걸치는 저작들을 집필하였다.
에이쇼(永正) 원년(1504년)에는 승전(昇殿)이 허락되었으며, 에이쇼 8년(1511년) 도모히토 친왕(知仁親王)의 시독(侍読)이 되었다.
다이에이(大永) 원년(1521년) 4월 종3위에 올라서(이는 양할아버지 기요하라노 나리타다의 예에 따른 것이기도 했다) 구교 반열에 올랐으며, 20년에 걸쳐 맡아 오던 쇼나곤 자리에서 물러났다. 다이에이 2년(1522년) 시종에 임명되고 다이에이 6년( 1526년 ) 11월 정3위 관위에 오른다.
교로쿠(享禄) 2년(1529년)에 관직에서 물러나 교토 다이토쿠지(大徳寺)에서 출가 · 머리를 깎고 호를 생애 존경했던 양할아버지 기요하라노 나리타다(清原業忠)의 그것과 같은 간스이켄 소부(環翠軒宗武)라 하였으며, 학자로서의 활동에 전념했다.
관직에서 물러난 노부카타, 간스이켄 소부는 단지 교토에서의 강의에만 그치지 않고 지방에까지 발을 넓혀서 호쿠리쿠(北陸) 지역을 돌아다니며 강의를 행하였는데, 교로쿠 3년(1530년) 노토(能登)에서 하타케야마 노부후사(畠山義総)의 저택에서 《중용장구》(中庸章句)를 강의하였으며, 덴분(天文) 원년(1532년)에는 와카사(若狭)의 고하마(小浜) 세이운지(栖雲寺)에서 와카사 슈고(守護) 다케다 씨(武田氏)를 위해 《맹자》(孟子)를 강의하기도 했다.
만년은 에치젠 아사쿠라 씨(越前朝倉氏)의 당주 아사쿠라 다카카게의 초청을 받아 그곳에서 《고문효경》(古文孝経)을 강의하였다. 덴분 19년(1550년) 7월 12일에 노부카타가 사망한 곳도 아사쿠라 씨의 초청을 받아 방문한 아사쿠라 씨의 중심지 에치젠 이치조타니(一乗谷)였다. 향년 76세였다.
기요하라노 노부카타는 일본의 국학자이자 유학자로 일본 역사상 손꼽히는 석학으로써 평가받으며 많은 저술을 남겼다. 그 중에서도 《직원사초》(職原私抄), 《일본서기신대권초》(日本書紀神代巻抄), 《이세 이야기 고레키요 초》(伊勢物語惟清抄), 《조에이시키모쿠쇼》(貞永式目抄)등 각종 초물(抄物)은 후대에 전해져 일본 국학 연구의 기초 자료가 되고 있다.
덧붙여 기요하라 집안은 4대 후손인 히데카타(秀賢, 후나바시 히데카타)의 대부터 후나바시를 묘지로 칭했기 때문에, 노부카타를 후나바시 대외기 노부카타(船橋大外記宣賢) 이라고 적은 사료도 있다.

## 기요하라노 노부카타의 저술과 초물(抄物)
일본 유학사에서 기요하라 집안의 경학(経学)을 집대성한 공적은 큰데, 기요하라 가증본(清原家証本)의 작성, 주해를 위한 초물(일본어: 抄物)의 작성 및 서사 활동, 왕성한 강연 등을 행한 점은 특필될 만하다. 초물은 일본에서 무로마치 시대 중기부터 에도 시대 초기에 걸쳐 제작되었던, 어떤 한문 저작에 대한 해설·주석을 핵심으로 하는 서적의 총칭을 말한다. 여러 선행 주석을 참조하면서도 알기 쉽게 정리된 강의록 또는 그 형식을 빌린 일종의 '주석서'이며, 구두어적 요소를 살리면서 가나로 쓰는 경우가 많기 때문에 주석 자체의 내용뿐만 아니라 중세 후기 일본어를 연구하기 위한 높은 가치도 지니고 있는 것으로 평가되고 있다.
초물의 대상이 된 작품은 사서(四書) 즉 《모시》(毛詩), 《주역》(周易) 같은 중국의 유교 및 도교 경전이나 《사기》, 《한서》 등의 역사책, 한문으로 작성된 일본의 일부 역사서 및 의례 서적들이 중심이 된 경우가 많으며, 《장한가》나 《고문진보》 같은 중국의 문학 작품에 대해서도 초물이 작성되었다. 초물 제작자 대부분은 명경박사 집안과 관련된 사람들이었고, 기요하라노 노부카타는 초물에 관련한 많은 중요한 저술들을 남겼다.
기요하라노 노부카타는 유교 경전의 초물 작성에 있어서 「오경(五経)」이나 「논어」(論語) 등의 유교 경전에는 고주(古注) 즉 중국 남송의 학자 주희 이전의 유학자들이 붙인 주석을 주로 사용했고, 「대학」(大学), 「중용」(中庸) 등에는 주주(朱注) 즉 주희의 주를 사용하였다. 또한 일본의 역사서인 《일본서기》나 당시 분국법(分国法)의 모법(母法)으로써 중시되고 있던 「조에이 시키모쿠」(貞永式目) 즉 고세이바이시키모쿠(御成敗式目)에도 주석을 행하였다.
기요하라노 노부카타의 집안은 공자 이래의 한학인 고주학(古注学)을 일본 조정에서 진강하고 있었는데, 15세기 무렵부터 교토 오산(京都五山)의 선종 승려들이 주자학(朱子学) 즉 신주학(新注学)을 배워 퍼뜨렸다. 기요하라노 노부카타는 집안의 가학인 고주학에 신주학(주자학)을 총합하였다. 노부카타가 살았던 시대는 센고쿠 시대 초기였고, 조정과 막부 모두 권력이 쇠약해지고 기요하라 집안에게 주어졌던 지방의 전령(伝領)들이 현지 센고쿠 다이묘(戦国大名)들에게 침식당하면서, 생계 때문에라도 데게이코(出稽古) 즉 출장지도를 다닐 수밖에 없었다.
교토에서 그는 고카시와바라 천황이나 도모히토 친왕(知仁親王), 미치히토 친왕(方仁親王) 등 일본의 천황이나 왕자들에 대한 강의에 그치지 않고 승려들에게도 찾아가 강의를 행했다. 또한 지방에서는 노토, 와카사, 에치젠 등지로도 찾아가서 강의를 행했으며, 에치젠 이치조타니의 다이묘 아사쿠라 집안의 당주 다카카게(孝景)의 초청을 받은 것도 그러한 '출장 강의'의 일환이었다.
기요하라노 노부카타는 기존 기요하라 집안이 가학으로 전수해 오던 한학이나 새롭게 선종 승려들을 통해 퍼지던 주자학, 《일본서기》 신대기를 바탕으로 하는 신대초(神代抄)의 연구에 더해서 친아버지 가네토모의 요시다 신토(吉田神道)에도 통달한 인물이었다. 그의 신토에 대한 관심은 친아버지 요시다 가네토모에게서 비롯된 것이기도 했다. 노부카타는 신유일치(神儒一致) 즉 일본의 신토와 중국 유교의 합일점을 도모한 「기요하라 가 신토」(清原家神道)를 완성시켰다. 세이케 신토라고도 불리는 기요하라 가 신토는 「유가 신토」(儒家神道) 또는 「왕도 신토」(王道神道)라고도 하여, 신토의 신앙과 유교의 윤리를 총합한 것이었다. 당시 히라노 가네나가(平野兼永)와의 논쟁, 당주인 가네미쓰(兼満)의 번탈 등으로 인해 거의 단절될 위기였던 요시다 신토의 학통을 지키고 그것을 어린 당주 요시다 가네미기에게 전한 점에서 높이 평가되고 있다.
노부카타의 많은 저술들은 《센켄쇼》(일본어: 宣賢抄)라고도 불리는데, 현대에까지 교토 겐린지(建仁寺) 양족원(両足院)에 전해져 내려오고 있다. 에도 막부의 대학두로 16세기 말 겐린지에서 수학했던 하야시 라잔(林羅山)은 이 《센켄쇼》(宣賢抄)를 읽고 이에 따라서 하야시 가학(林家学)과 그 리도신치 신토(일본어: 理当心地神道)를 완성시켰으며, 쇼군 이에야스(家康)에게 이를 강의하였고 관학가(官学家)를 열어 에도 막부 막번체제(幕藩体制)의 지도 윤리와 교토 조정-에도 막부 관계에 크게 공헌하였다.

## 관력
주기가 없는 것은 『공경보임』을 따랐다.

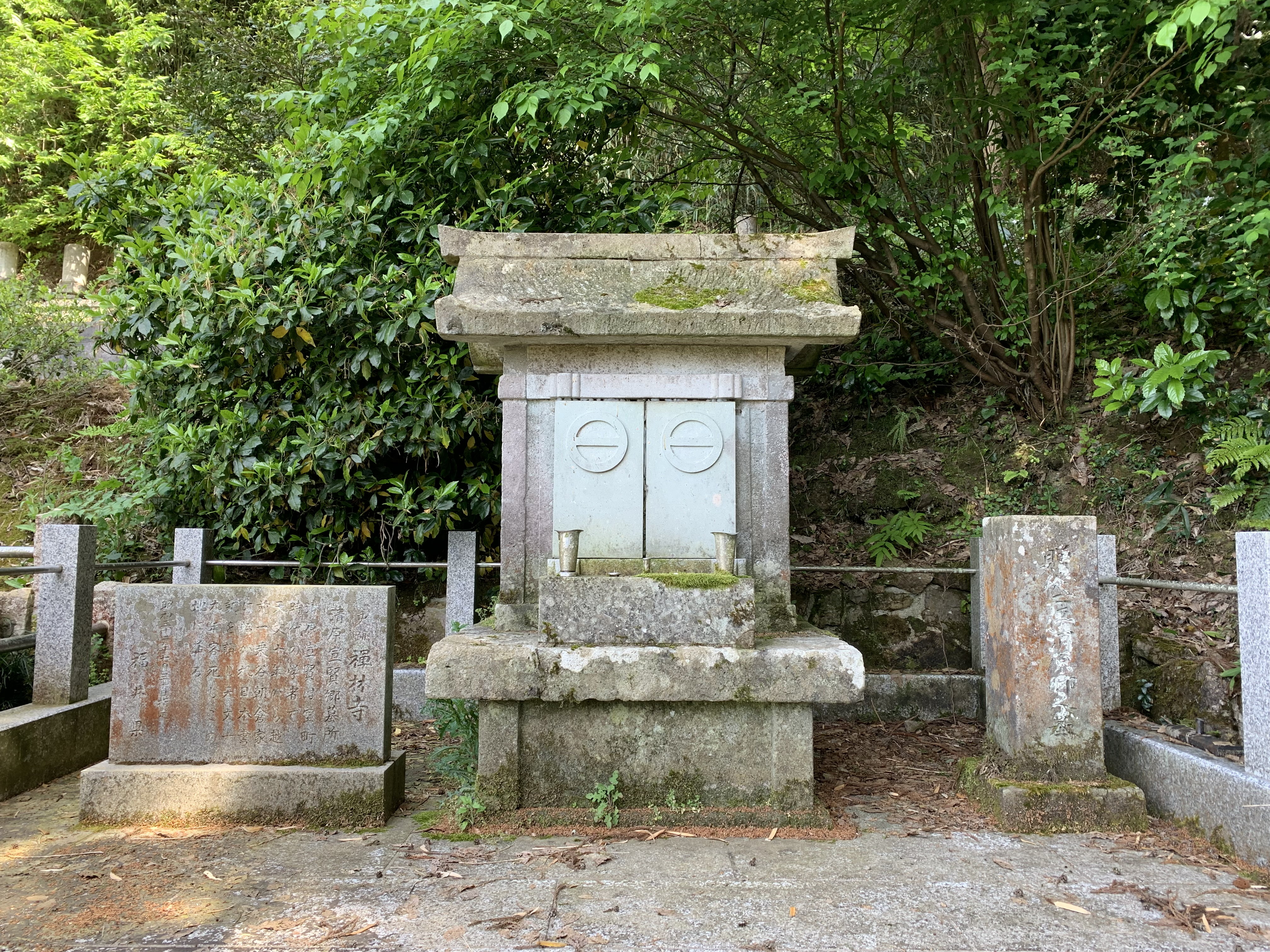
기요하라노 노부카타의 무덤. 일본 후쿠이 현 후쿠이 시 도쿠오 소재 사찰인 젠린지에 위치하고 있다.

- 분메이 12년( 1480년 ) 3월 29일: 주수정
- 분메이 16년( 1484년 ) 9월 5일: 대취두
- 분메이 18년( 1486년 ) 7월 12일: 6위 구란도
- 메이오(明応) 9년( 1500년 ) 6월 28일: 종5위하
- 메이오 10년(1501년) 2월 20일：직강. 윤6월 26일: 소납언, 대취두나 주수정, 직강 등은 원래대로 하였다.
- 분키(文亀) 3년( 1503년 ) 6월 1일: 종5위상
- 에이쇼(永正) 원년( 1504년 ) 3월 3일: 승전
- 에이쇼 3년( 1506년 ) 5월 20일： 정 5위하
- 에이쇼 7년（1510년） 4월： 종4위하
- 에이쇼 10년(1513년 ) 정월 14일:종 4위상
- 에이쇼 13년(1516년 ) 12월 19일: 정 4위 아래
- 다이에이 원년(1521년 ) 4월 2일: 종3위, 쇼나곤에서 물러났다.
- 다이에이 2년(1522년 ) 3월 29일: 시종
- 다이에이 6년(1526년 ) 11월 14일: 정3위
- 교로쿠 2년（1529년） 2월11일: 출가
- 덴분 19년(1550년) 7월 12일: 사망

## 계보
『속군서유종』(続群書類従)에 실려 있는 「기요하라 계도」(清原系図) 에 따른다. 현존하는 기록에는 노부카타의 어머니나 아내가 누구였는지를 언급한 기록이 남아 있지 않으며, 자녀들 각각의 생모가 누구였는지도 알 수가 없다.
- 양아버지: 기요하라노 무네카타
- 아버지: 요시다 가네토모
- 어머니: 미상
- 아내: 미상
- 생모를 알 수 없는 자녀
  - 적남(嫡男) : 기요하라노 나리카타(清原業賢) - 후에 요시오(良雄)로 개명하였다.
  - 딸 : 지쿄인(智慶院) - 미쓰부치 하루카즈(三淵晴員)의 후실이 되었으며, 센고쿠 다이묘 호소카와 유사이(細川幽斎)의 어머니이다.
  - 아들 : 요시다 가네미기
  - 아들 : 도키 - 교토 소코쿠지(相国寺)의 승려였다가 이후 환속하여 모쿠안(牧庵)이라는 호를 사용하였다. 의술로 세상에 이름이 알려졌다. 후손은 하타모토였던 후나바시 씨가 있다.
  - 아들 : 슈세이 - 승려. 교토 소코쿠지 에린인(恵林院) 난부켄(南豊軒)의 겐슈였다.
  - 아들 : 슈코(周康) - 승려. 요시다산 진광원. 조세
  - 아들 : 이가와 묘사(飯川妙佐) - 성은 이카와(飯河)라고도 표기한다. 훗날 조카 호소카와 유사이에 속하여 나가오카(長岡) 성을 칭했다. 휘(諱)는 아키토모(秋共), 호는 이치료사이 묘사(一両斎妙佐), 지부소보. 노가쿠가(能楽家)이자 서예가(대사류 후지키 아쓰나오의 스승)
  - 아들 : 슈신(寿信) - 승려. 요시다 산(吉田山)의 신온인(神恩院)에 머물렀다. 일찍 요절하였다.

무로마치 시대의 문헌인 《손피빈먀쿠》(尊卑分脈)에 따르면 무로마치 막부의 부교닌이었던 세이 사다하루(清貞春, 지쿠고노카미)의 양자 세이 후사마사(清総昌, 세이시로)은 노부카타의 아들이라고 되어 있으며, 「요시다 후나바시 가보」(吉田船橋家譜)는 묘사가 이 세이시로 후사마사의 아들이라고 되어 있다.

## 참고문헌
- 塙保己一 , 편집. (1985). 《群書系図部集 6》. 太田藤四郎. 続群書類従完成会. 415-416, 427쪽.

- 洞院公定 (1904). 《新編纂図本朝尊卑分脈系譜雑類要集第19-20巻》. 故実叢書 3. 吉川弘文館. doi:10.11501/991594. 2023년 4월 8일에 확인함. 다음 글자 무시됨: ‘和書’ (도움말)

- 西田長男 (1962년 3월). “「藤原惺窩伝補遺」続貂”. 《國學院雜誌》 (國學院大學) 63 (2/3): 76-83. doi:10.11501/3365315. 2023년 11월 13일에 확인함. 公方ニ奉公。於防州討死　此子息妙佐、後ニ幽斎御抱置。 다음 글자 무시됨: ‘和書’ (도움말)

## 같이 보기
- 세이케 문고(清家文庫)